# Il colosso (Goldoni)
Il colosso è una breve opera teatrale satirica (un'atellana) andata perduta, scritta da Carlo Goldoni nel 1726, all'età di diciannove anni, per essere rappresentata nel teatrino del Collegio Ghislieri di Pavia, dove Goldoni stava perfezionando i suoi studi giuridici, grazie a una borsa di studio offerta dal senatore marchese Pietro Goldoni Vidoni, protettore della sua famiglia. 
A causa di questa satira, diretta verso alcune ragazze della borghesia locale, Goldoni fu espulso dal collegio nel quale, tuttavia, aveva trascorso quasi tre anni allegri e sereni della sua vita

## Trama
A Pavia viene eretta una statua colossale che vuole rappresentate la perfezione della bellezza femminile: per questo lo scultore prende i particolari fisici di varie ragazze del luogo, senza trascurare alcuna parte del corpo. Ma artisti e amatori, tutti d'opinione diversa, trovano difetti dappertutto. 
(Carlo Goldoni, Mémoires)